# Campionato nordamericano maschile di pallavolo 1993
Il XIII campionato nordamericano maschile di pallavolo si è svolto dal 20 al 26 settembre 1993 a New Orleans, negli Stati Uniti d'America. Al torneo hanno partecipato 6 squadre nazionali nordamericane e la vittoria finale è andata per la decima volta, la quarta consecutiva, a Cuba.

## Gironi
| Girone A                       | Girone B                     |
| ------------------------------ | ---------------------------- |
| Messico Porto Rico Stati Uniti | Antille Olandesi Canada Cuba |

## Fase finale

### Finali 1º e 3º posto
|  | Quarti           | Quarti      |             |            | Semifinale         | Semifinale         |  |  | Finale 1º/2º posto | Finale 1º/2º posto |
|  |                  |             |             |            |                    |                    |  |  |                    |                    |
|  |                  |             |             |            |                    |                    |  |  |                    |                    |
|  |                  |             |             |            |                    |                    |  |  |                    |                    |
|  | Cuba             | 3           |             |            |                    |                    |  |  |                    |                    |
|  | Cuba             | 3           |             |            |                    |                    |  |  |                    |                    |
|  | Messico          | 0           |             |            |                    |                    |  |  |                    |                    |
|  | Messico          | 0           | Cuba        | 3          |                    |                    |  |  |                    |                    |
|  |                  |             | Cuba        | 3          |                    |                    |  |  |                    |                    |
|  |                  | Canada      | 0           |            |                    |                    |  |  |                    |                    |
|  | -                | Canada      | 0           | -          |                    |                    |  |  |                    |                    |
|  | -                |             |             | -          |                    |                    |  |  |                    |                    |
|  | -                | -           |             |            |                    |                    |  |  |                    |                    |
|  | -                | -           | Cuba        | 3          |                    |                    |  |  |                    |                    |
|  |                  |             | Cuba        | 3          |                    |                    |  |  |                    |                    |
|  |                  | Stati Uniti | 1           |            |                    |                    |  |  |                    |                    |
|  | -                | Stati Uniti | 1           | -          |                    |                    |  |  |                    |                    |
|  | -                |             |             | -          |                    |                    |  |  |                    |                    |
|  | -                | -           |             |            |                    |                    |  |  |                    |                    |
|  | -                | -           | Stati Uniti | 3          | Finale 3º/4º posto | Finale 3º/4º posto |  |  |                    |                    |
|  |                  |             | Stati Uniti | 3          | Finale 3º/4º posto | Finale 3º/4º posto |  |  |                    |                    |
|  |                  | Porto Rico  | 0           |            |                    |                    |  |  |                    |                    |
|  | Porto Rico       | Porto Rico  | 0           | 3          | Canada             | 3                  |  |  |                    |                    |
|  | Porto Rico       |             |             | 3          | Canada             | 3                  |  |  |                    |                    |
|  | Antille Olandesi | 0           |             | Porto Rico | 0                  |                    |  |  |                    |                    |
|  | Antille Olandesi | 0           |             |            | 0                  |                    |  |  |                    |                    |
|  |                  |             |             |            |                    |                    |  |  |                    |                    |
|  |                  |             |             |            |                    |                    |  |  |                    |                    |

## Classifica finale
| Classifica | Squadre          | Qualificazione                                      |
| ---------- | ---------------- | --------------------------------------------------- |
|            | Cuba             | Grand Champions Cup 1993 - Campionato mondiale 1994 |
|            | Stati Uniti      |                                                     |
|            | Canada           |                                                     |
| 4          | Porto Rico       |                                                     |
| 5          | Messico          |                                                     |
| 6          | Antille Olandesi |                                                     |